# Junaid Baghdadi
Junaid-e Baghdadi (Persană: جنید بغدادی), (830 e.n.-910 e.n.) pe numele său arabizat Abu’l-QAsim al-Junayd ibn Mu˙ammad al-KhazzAz, a fost unul dintre cei mai de seamă mistici islamici (sau sufi) persani din vremurile de început și este o figură centrală în liniile inițiatice ale multor ordine sufi care au înaintat în istorie până în zilele de astăzi. Junaid a predat discipolilor săi în Baghdad aproape toată viața sa (cu excepția unui pelerinaj la Mecca) și a fost unul dintre ctitorii doctrinei centrale sufi. Junaid, la fel ca și Hasan din Basra înaintea lui, a fost extrem de respectat de către studenții și discipolii săi, precum și de alți mistici care l-au luat de exemplu, citându-l. Datorită importanței sale în teologia sufi, Junaid a fost adeseori supranumit „Sultanul”.

## Istoric
Sufismul, tradiție majoră în Islam, a apărut din modalitățile de pietate prin renunțare (zuhd) într-o perioadă care s-a întins de la ultimele decade ale secolului 8 până în secolul 10. Deși au mai existat abordări disparate, sufiții din Baghdad au apărut ca membri ai unul mod distinct de pietate mistică. În aceeași perioadă, alte mișcări mistice s-au format și în alte părți, mai ales în Irakul de sud, Iranul de nord-est și Asia Centrală.
Câțiva dintre cei ce au renunțat la lume aveau o aversiune radicală față de viața socială obișnuită și au adoptat sărăcia ca formă de trai, căutând puritatea, abținerea. Alții au fost atrași de viața interioară simplă, introspecție, chiar de pe băncile școlilor la care au renunțat ulterior. Acest efort de cunoaștere lăuntrică a fost acompaniat de o un efort paralel de a pătrunde sensurile ascunse ale Qur'anului și ale Sunnei. Mai mult decât atât a început să apară ideea unei meniri comune distincte a celor aflați pe cale ca „prieteni” și „protejați” ai lui Dumnezeu (wali, pl. awliya). În Islam, în general, sintagma  ولي الله walī allāh poate fi utilizată pentru cineva investit cu "autoritatea lui Dumnezeu".
„Oblăduitorii voștri sunt Dumnezeu și trimisul Său, precum și cei care cred săvârșindu-și rugăciunea, dând milostenie, îngenunchind.” (Coran, 5.5)
În contextul sufit aceasta sintagmă s-a extins la anumiți căutători sinceri pe cale care au ajuns la un grad de sfințenie.

## Învățături
Există mai multe contribuții ale lui Junaid la sufism. Ideile sale de bază implică o „anihilare” de sine (fana), în vederea unei uniuni mai strînse cu Divinul (Allah). După Junaid, oamenii trebuie să „renunțe la dorințele naturale, să-și elimine însușirile umane, să renunțe la motivele egoiste, să-și cultive calitățile spirituale, să se dedice adevăratei cunoașteri, să facă tot ce poate în căutarea eternității, să dorescă binele întregii comunități, să fie cu adevărat credincios lui Dumnezeu, și să îl urmeze pe Profet în ceea ce privește Shari’a”. „Trebuie să știi că tu ești ascuns de El de tine însuți și că nu-L vei atinge prin tine însuți, ci Îl vei atinge prin El”
Aceasta anihilare începe cu practica renunțării (zuhd) și continuă cu retragerea din societate, concentrarea intensivă asupra devoțiunii (ibadah) și pomenirea (dhikr) lui Dumnezeu, sinceritatea (ikhlas) și respectiv contemplarea (muraqaba); contemplarea produce fana. Acest tip de „luptă cu sens” recreează experiența încercării (bala), ceea ce este un element cheie în scrierile lui Junaid. Aceasta face ca adepții să intre în starea de fana.
Junaid împarte această stare în trei părți :
- dispariția însușirilor [mundane ale] adeptului prin efortul de a se opune constant ego-ului (nafs)
- depășirea simțământului de auto-mulțumire, ceea ce înseamnă renunțarea la plăcerile dulci și obediență.
- depășirea viziunii așa-zisei realități a „extazurilor personale”[11]

Toate aceste etape ajută adeptul să obțină fana. Odată ce aceasta este atinsă, o persoană este în stare de remanență (baqa). Prin această stare de baqa adeptul poate să îl găasească pe Dumnezeu – sau, mai bine-zis, Dumnezeu să îl găsească. Totuși a atinge baqa nu este un lucru ușor; trecerea prin cele trei etape implică disciplină strictă și răbdare. Există chiar o dezbatere printre cercetători dacă cea de a treia etapă poate fi atinsă sau nu.
Junaid a ajutat la stabilirea unei școli „sobre” de gândire sufi, ceea ce înseamnă că el a dorit să fie foarte logic și științific în ceea ce privește definițiile sale date diverselor virtuți, cum ar fi tawhid (în mod curent tawhid desemnează rostirea Mărturisirii de credință, recunoașterea Unicității și implicit a Unității divine; în Sufism, rezumă toate gradele de cunoaștere ale Unității, simbolizând "unificarea” cu Principiul), etc. Nu mai puțin de opt lucrări ale lui Junaid tratează problema tawhid.
Sufismul sobru este caracteristic celor care „experimentează fana și nu rămân în acea stare de absorbție și pierdere de sine în Dumnezeu, dar se simt întorși în simțiri de către însuși Dumnezeu. Astfel, reîntorșii din experiența pierderii de sine sunt reconstituiți ca noi spirite”, așa cum o persoană aflată în ebrietate își revine la sobrietate. Junaid este citat spunând că „apa preia culoarea vasului”, această metaforă semnificând faptul că lumina divină este primită de adept după posibilitatea sa de recepție și este „colorată” după personalitatea proprie.

## Dificultăți de receptare
Există probleme de receptare în confruntarea cu textele lui Junaid. Junaid credea că sufismul era o cale pentru elitele spirituale de a-l cunoaște pe Dumnezeu, nu pentru omul obișnuit. „Tasawwuf”, spunea, „înseamnă să cureți inima de orice dorință de a urma calea omului obișnuit”. Aceasta a dus și la modul atât de elocvent în care Junaid a scris. Mai mult decât atât, Sells arată că „...Junaid pare să presupună că ascultătorul sau cititorul a avut experiența de care el vorbește –sau, mai radical decât atât, că ascultătorul sau cititorul este capabil să intre în acea stare sau vreo re-creare a acesteia – la momentul receptării cuvintelor lui Junaid”. Aceasta afirmație pare să arate că Junaid scria pentru un grup specific al elitei spirituale pe care el a descris-o anterior. Elita la care se referă sunt cei aleși, sau „un grup strâns legat de frați spirituali pe care Junaid îi desemnează prin expresii ca „aleșii credincioșilor” sau „cei puri”. Aceștia au jucat un rol important în comunitatea credincioșilor...” .
Intransigența lui Junaid era cunoscută și este exprimată și de următoarea povestire:
Un om care tocmai s-a întors din pelerinaj a venit la Junaid. Acesta l-a întrebat: „Din momentul când ai plecat pentru prima dată de acasă în călătorie, te-ai îndepărtat și de toate păcatele?” “Nu” a răspuns el. „Atunci”, a spus Junad, „nu ai făcut nicio călătorie. În fiecare etapă în care ai poposit noaptea, ai traversat și o etapă în drumul către Dumnezeu?” „Nu” a răspuns el. „Atunci”, a spus Junaid, „nu ai străbătut drumul etapă cu etapă. Atunci când te-ai îmbrăcat în straie de pelerin la locul cuvenit, ai lepădat și calitățile firii umane așa cum te-ai lepădat de haine?” „Nu.” „Atunci nu te-ai îmbrăcat [cu adevărat] în straie de pelerin. Când ai poposit la muntele 'Arafat, ai avut macar un moment de contemplare a lui Dumnezeu?” „Nu.” „Atunci nu ai poposit la 'Arafat. Când ai fost la Muzdalifa și ți-ai îndeplinit dorința, ai renunțat la toate dorințele simțurilor?” „Nu.” „Atunci nu ai fost la Muzdalifa. Când ai înconjurat Ka'ba, ai sesizat frumusețea imaterială a lui Dumnezeu în sălașul purificării?” „Nu.” „Atunci nu ai înconjurat Ka'ba. Când ai alergat între Safa și Marwa, ai atins puritatea (safa) și virtutea (muruwwat)? „Nu.” „Atunci nu ai alergat. Când ai ajuns la Mina, toate dorințele (muna) tale au luat sfârșit?” „Nu.” „Atunci nu ai vizitat încă Mina. Când ai ajuns la locul sacrificiului și ai oferit jertfa, ai sacrificat și obiectele dorințelor lumești?” „Nu.” „Atunci nu ai sacrificat nimic. Când ai aruncat pietricelele, ai lepădat și orice gânduri senzuale care te însoțeau?” „Nu.” "Atunci nu ai aruncat pietricelele și nu ai realizat încă pelerinajul.”
Așa cum s-a menționat, Junaid a fost întotdeauna dificil de citit pentru cercetători deoarece majoritatea scrierilor sale au fost pierdute de-a lungul timpului. Multe fragmente din scrierile sale s-au găsit în scrierile sufi de mai târziu. Junaid folosește în mod constant cuvinte precise și limbaj specific pentru a încerca să il descrie pe Dumnezeu, dorul pentru El și condiția umană. Limbajul său pretențios imediat îndepărtează pe mulți, dar Junaid a avut o rațiune în această scriere criptică.
Conform cu Encyclopedia of Islam, Junaid a descoperit că o scrisoare pe care a scris-o a fost deschisă de către un străin înainte ca ea să ajungă la destinație: „fără îndoială de către un zelot dornic de a găsi cauză pentru a-i infirma ortodoxia; și acestui perpetuu-prezent pericol îi trebuie atribuită în parte prețiozitatea care marchează scrierea tuturor misticilor din perioada lui Junaid. Această grijă constantă ca alții să nu poată pune mâna pe ideile sale l-a făcut pe Junaid să fie foarte protector cu scrierile sale.